# 阿敏 (清朝)
阿敏（转写：Amin；1586年10月29日—1640年12月28日），愛新覺羅氏，清朝宗室，清太祖努尔哈赤之弟舒尔哈齐次子，天聪初年四大贝勒之一。

## 生平
阿敏初战是在万历三十六年（1608年），与褚英征讨乌喇，攻克宜罕山城。后来努尔哈赤再伐乌喇，布占泰以三万人拒，诸将欲战，被努尔哈赤劝止。这时候阿敏说：“布占泰已经出城，我们怎能舍而不战？”于是努尔哈赤下决心与之决战，遂灭乌喇。天命元年，与代善、莽古尔泰及皇太极并授和硕贝勒，号“四大贝勒”，执国政。阿敏以序称二贝勒。
天命四年（1619年），明经略杨镐大举来侵，阿敏跟随努尔哈赤在萨尔浒山击破明兵。之后再度防御栋鄂路以阻挡明总兵刘綎的军队，随后赶来的代善率领援军击破刘綎军，并斩其于阵。随后又再攻击明将乔一琦军，乔一琦赶到固拉库崖，与朝鲜将姜弘烈合军。阿敏追击，姜弘烈投降，乔一琦自杀殉明。
萨尔浒大战之后，跟随努尔哈赤灭叶赫、克沈阳、辽阳。镇江城将陈良策叛附明将毛文龙，阿敏夜渡镇江，击杀其守将，毛文龙败走。天命十一年（1626年），阿敏攻打喀尔喀巴林部，尽取其所属屯寨。
天聪元年（1627年），清太宗皇太极担心腹背受敌之故，命阿敏率领贝勒岳讬等攻打朝鲜。临行前，皇太极再命阿敏将毛文龙所部一并讨伐。阿敏分兵攻铁山，毛文龙败逃。进克定州，渡嘉山江，克安州、平壤、直逼中和郡。朝鲜国王李倧遣使求和。阿敏与诸贝勒答书数其罪有七，拒绝和议。随后攻打黄州郡，李倧再度遣使求和。阿敏仍不希望和议，只图破其都城，而诸贝勒则建议待朝鲜使臣到，双方议和并盟誓。总兵李永芳也进言：“我等奉了大汗之命令仗义而行，之前也说过双方盟誓后即撤退，如出尔反尔则为不义。”阿敏大怒，叱退李永芳。后金军遂攻打平山，李倧避走江华岛派遣其族弟原昌君李觉求和。岳讬建议和议之后就此班师，阿敏说：“我一向仰慕明朝和朝鲜的宫殿城池，现在既然到了这里，怎能仓促而归？我觉得应当留兵屯耕，杜度当与我叔侄同驻于此。”杜度大惊说道：“当今大汗（皇太极）是我的叔叔，我怎能远离他而跟随你屯兵在此？”济尔哈朗也力阻，于是诸贝勒议定并与李倧结兄弟之盟。阿敏纵兵劫掠三日后，愤恨而还。皇太极亲自迎接大军于武靖营，赐阿敏御衣一袭。同年，随皇太极伐明，围锦州，攻宁远，斩明步兵千余。
天聪四年（1630年），皇太极绕道蒙古直接攻打明都城北京，并连克永平、灤州、迁安、遵化四城，并命阿敏率领贝勒硕讬以五千人驻守。阿敏驻永平，派遣其他将领分守三城。明经略孙承宗督军来攻，先克灤州。阿敏兵少，寡不敌众，于是令其他各城守将弃其城东归。
皇太极刚派杜度前去赴援，却听闻阿敏等弃四城而归。皇太极大怒，召诸贝勒共议阿敏之罪。罪状除了此次弃四城之外，还有心怀异志、当年在朝鲜谋求自立等等。廷议阿敏死罪，皇太极改为幽禁，仅留庄六所、园二所、奴仆二十，其余财产归济尔哈朗。崇德五年（1640年）十一月，阿敏卒于幽所。

## 家庭

### 妻子
- 嫡妻：輝發纳喇氏，台诗貝勒之女
- 继妻：輝發纳喇氏，拜音达里贝勒之女
- 三娶妻：纳喇氏，额诸之女
- 四娶妻：扎鲁特博尔济吉特氏，和硕齐贝勒洛隆之女
- 五娶妻：博尔济吉特氏，塞特里贝勒之女

阿敏有子六人，
- 長子：宏科泰
- 次子：鎮國公愛爾禮
- 三子：溫簡貝子固爾瑪渾
- 四子：鎮國公恭阿
- 五子：端純鎮國公果蓋
- 六子：鎮國公果賴

除了宏科泰获罪而死之外，愛爾禮、固爾瑪琿、恭阿、果葢、果賴皆有爵位。